# Heinz Krügel
Pour les articles homonymes, voir Krügel.
Heinz Krügel, né le 24 avril 1921 à Ober-Planitz et mort le 27 octobre 2008 à Magdebourg, était un footballeur et entraîneur est-allemand.

## Biographie

### En tant que joueur
À l'âge de six ans, Krügel commença sa carrière dans les équipes de jeunes du SC Planitz. Il joua au SG Planitz, puis de 1948 à 1950 BSG Fortschritt et finit à Pleißengrund Crimmitschau. Mais en 1950, il souffrit d'une blessure au genou, le contraignant à arrêter sa carrière de footballeur, à l'âge de 29 ans. .

### En tant qu'entraîneur
Après avoir entraîné le KVP Vorwärts Leipzig puis au Einheit Ost/SC Rotation Leipzig, avec le club de Rostock, il termina seconde de deuxième division lors de la saison 1957 et en même temps finaliste de la coupe de RDA cette même année, puis termina quatrième de première division en 1959. Entre-temps, il fut le sélectionneur de 1959 à 1961 de l'équipe de RDA de football. Avec le Hallescher FC Chemie, il remporta la Coupe de RDA en 1962. Avec le 1. FC Magdebourg, il remporta la Coupe d'Europe des vainqueurs de coupe de football 1973-1974, en battant en finale le Milan AC (2-0), mais aussi le Championnat de RDA de football à trois reprises (1972, 1974, 1975) et la Coupe de RDA de football à deux reprises (1969, 1973).
En 1976, la Fédération est-allemande exclut Krügel pour son coaching douteux, affirmant un "développement insuffisant des sportifs dans le club du 1. FC Magdebourg". Après la réunification allemande, il fut réhabilité et fut récompensé par un trophée par la DFB. Pendant un an, il fut directeur sportif du 1. FC Magdebourg, puis devient un membre honoraire de ce club.

## Carrière
En tant que joueur
- 1946–1948 :  SG Planitz
- 1948–1950 :  BSG Fortschritt
- Pleißengrund Crimmitschau

En tant qu'entraîneur
- 1951–1953 :  KVP Vorwärts Leipzig
- 1953–1956 :  Einheit Ost/SC Rotation Leipzig
- 1956–1959 :  SC Empor Rostock
- 1959–1961 :  Allemagne de l'Est
- 1961–1966 :  Hallescher FC Chemie
- 1966–1976 :  1. FC Magdebourg